# قائمة طائرات الصين الحربية
الطائرات التي تنتجها جمهورية الصين الشعبية. ويوجد عدة مقاتلات صينية من ضمنها المقاتلة Omro zidan

## الاختصارات الشائعة
| اختصار | طبيعة الطائرة الحربية | الصينية التقليدية | الصينية المبسطة | بينين             |
| ------ | --------------------- | ----------------- | --------------- | ----------------- |
| H      | قاذفة قنابل           | 轟炸機            | 轰炸机          | HōngZhàJī         |
| J      | طائرة مقاتلة          | 殲擊機            | 歼击机          | JiānJīJī          |
| JH     | مقاتلة-قاذفة          | 殲擊轟炸機        | 歼击轰炸机      | JiānJī HōngZhàJī  |
| JJ     | طائرة تدريب-قتال      | 殲擊教練機        | 歼击教练机      | JiānJī JiàoLiànJī |
| JZ     | طائرة استطلاع         | 殲擊偵察機        | 歼击侦察机      | JiānJī ZhēnCháJī  |
| Q      | طائرة هجوم أرضي       | 強擊機            | 强击机          | QiángJīJī         |
| L/JL   | طائرة تدريب           | 敎練機            | 教练机          | JiàoLiànJī        |
| Y      | طائرة نقل عسكرية      | 運輸機            | 运输机          | YùnShūJī          |
| Z      | مروحية                | 直升機(直昇機)    | 直升机          | ZhíShēngJī        |

## قاذفة قنابل
| تعيين | الشركة المصنعة | ملاحظات                              |
| ----- | -------------- | ------------------------------------ |
| ح-5   | هاربين         | نسخة من Il-28, متقاعد                |
| ح-6   | شيان           | نسخة من Tu-16                        |
| JH-7  | شيان           | المقاتلة القاذفة                     |
| ح-8   | شيان           | تطوير H-6, إلغاء                     |
| ح-20  | شيان           | طائرة الشبح في طور الإنجاز           |
| SH-5  | هاربين         | برمائية ASW-قاذفة قنابل توقف الإنجاز |

## الطائرات المقاتلة
| Designation  | المُصنِّع                    |
| ------------ | ------------------------- |
| ميج-9        | Mikoyan-Gurevich          |
| MiG-15/J-2   | Shenyang/Mikoyan-Gurevich |
| FC-1 (JF-17) | Chengdu/PAC               |
| J-5          | Shenyang                  |
| J-6          | Shenyang                  |
| J-7          | Chengdu                   |
| J-8          | Shenyang                  |
| J-9          | Chengdu                   |
| J-10         | Chengdu                   |
| J-11         | Shenyang                  |
| J-12         | Nanchang                  |
| J-13         | Shenyang                  |
| J-15         | Shenyang                  |
| J-16         | Shenyang                  |
| J-20         | Chengdu                   |
| J-31         | Shenyang                  |

## الطائرات الكهربائية
| تعيين   | الشركة المصنعة | ملاحظات                                   |
| ------- | -------------- | ----------------------------------------- |
| E430    | Yuneec الدولية | مقعدين كهربائي الطائرات الرياضية الخفيفة. |
| EViva   | Yuneec الدولية | المحركات الكهربائية-طائرة شراعية.         |
| ESpyder | Yuneec الدولية | الطائرات الكهربائية                       |
| EPac    | Yuneec الدولية | الطائرات الكهربائية                       |

## طائرات الهجوم الأرضي
| تعيين | الشركة المصنعة | ملاحظات                                  |
| ----- | -------------- | ---------------------------------------- |
| س-5   | نانتشانغ       | وضعت على أساس ميكويان-Guryevich MiG-19   |
| س-6   | نانتشانغ       | ألغي بناء على ميكويان-Guryevich MiG-23BN |
| JH-7  | شيان           | المقاتلة القاذفة                         |

## طائرات تدريب
| تعيين   | الشركة المصنعة |
| ------- | -------------- |
| CJ-5    | نانتشانغ       |
| CJ-6    | نانتشانغ       |
| جي جي-1 | شنيانغ         |
| JJ-5    | شنيانغ         |
| JJ-6    | شنيانغ         |
| جي جي-7 | قويتشو         |
| JL-8    | Hongdu         |
| JL-9    | قويتشو         |
| HYJ-7   | شيان           |
| CJ-7    | Hongdu/Yakolev |
| L-15    | Hongdu         |

## النقل وطائرات الركاب
| Designation     | المُصنِّع                                        |
| --------------- | --------------------------------------------- |
| Beijing 1       | بيجيين                                        |
| Shenyang Type 5 | شنيانغ                                        |
| Sungari 1       | أيرو                                          |
| Y-5             | شيزهونغ                                       |
| Y-6             | إليوش إي ألأ-14                               |
| Y-7             | شياَن                                          |
| Y-8             | شانكي                                         |
| Y-9             | Shaanxi                                       |
| Y-10            | شنغهاي                                        |
| Y-11            | هاربين                                        |
| Y-12            | هاربين                                        |
| Y-20            | شيآن                                          |
| Y-30            | Shenyang                                      |
| إم إيه-60       | شيآن                                          |
| إم إيه-600      | شيآن                                          |
| إم إيه 700      | شيآن                                          |
| إيه آر جيه-21   | ACAC                                          |
| سي 919          | كوماك                                         |
| سي 929          | كوماك                                         |
| سي 939          | كوماك                                         |
| إيرباص إيه 320  | إيرباص                                        |
| LE500           | CATIC                                         |
| HO300           | SAMC                                          |
| D-600           | China Aero-Vehicle Research Institute         |
| Primus 100      | China Aviation Industry General Aircraft      |
| Primus 150      | China Aviation Industry General Aircraft      |
| Starlight 100   | China Aviation Industry General Aircraft      |
| Starlight 200   | China Aviation Industry General Aircraft      |
| A2C             | China Special Aero-Vehicle Research Institute |
| Y15-2000        | SAMC                                          |

## المناطيد
| تعيين    | الشركة المصنعة                         | ملاحظات               |
| -------- | -------------------------------------- | --------------------- |
| Mifeng-6 | بيهانغ                                 | الهواء الساخن المنطاد |
| CA-80    | شنغهاي Vinage المنطاد تصنيع Co. ، Ltd. | غير جامدة المنطاد     |

## الطائرات الشراعية
| تعيين               | الشركة المصنعة               |
| ------------------- | ---------------------------- |
| الكذب فانغ 1        | مقعدين المتوسطة طائرة شراعية |
| هو جين تاو-1 النورس | شنيانغ Sailplane مصنع        |
| هو جين تاو-2 النوء  | شنيانغ Sailplane مصنع        |
| X-5A                |                              |
| X-7 جيان مروحة      | تشنغدو Sailplane مصنع        |
| X-9 جيان مروحة      | شنيانغ Sailplane مصنع        |
| X-10 تشيان جين      | شنيانغ Sailplane يعمل        |
| X-11                | شنيانغ Sailplane يعمل        |